# Cerro Gordo (Trujillo)
El Cerro Gordo (9°05′11″N 70°35′11″O / 9.0863, -70.5865) es una formación de montaña ubicada en el extremo sur del Estado Trujillo, Venezuela. A una altitud de 3.750 m s. n. m. el Cerro Gordo es una de las montañas más altas en Trujillo. Constituye parte del límite sur de Trujillo con el vecino Estado Mérida.

## Ubicación
El Pico de las Siete Lagunas se encuentra en el límite sur del Municipio Urdaneta (Trujillo) con el Estado Mérida, justo al norte de la población de Tuñame, al sur del Pico del Salvaje, al este demás elevado Alto del Arenal y al suroeste de la población turística de La Puerta. Rodeado del páramo andino, forma parte del lindero este de la Fila Paramito.